# Prison de Bredtveit
Bredtveit fengsel, forvarings- og sikringsanstalt
La prison de Bredtveit (en norvégien: Bredtveit fengsel, forvarings- og sikringsanstalt) est une prison située dans le quartier de Bredtvet à Oslo en Norvège. 
Au cours de la Seconde Guerre mondiale, l'établissement est transformé en camp de concentration.

## Histoire

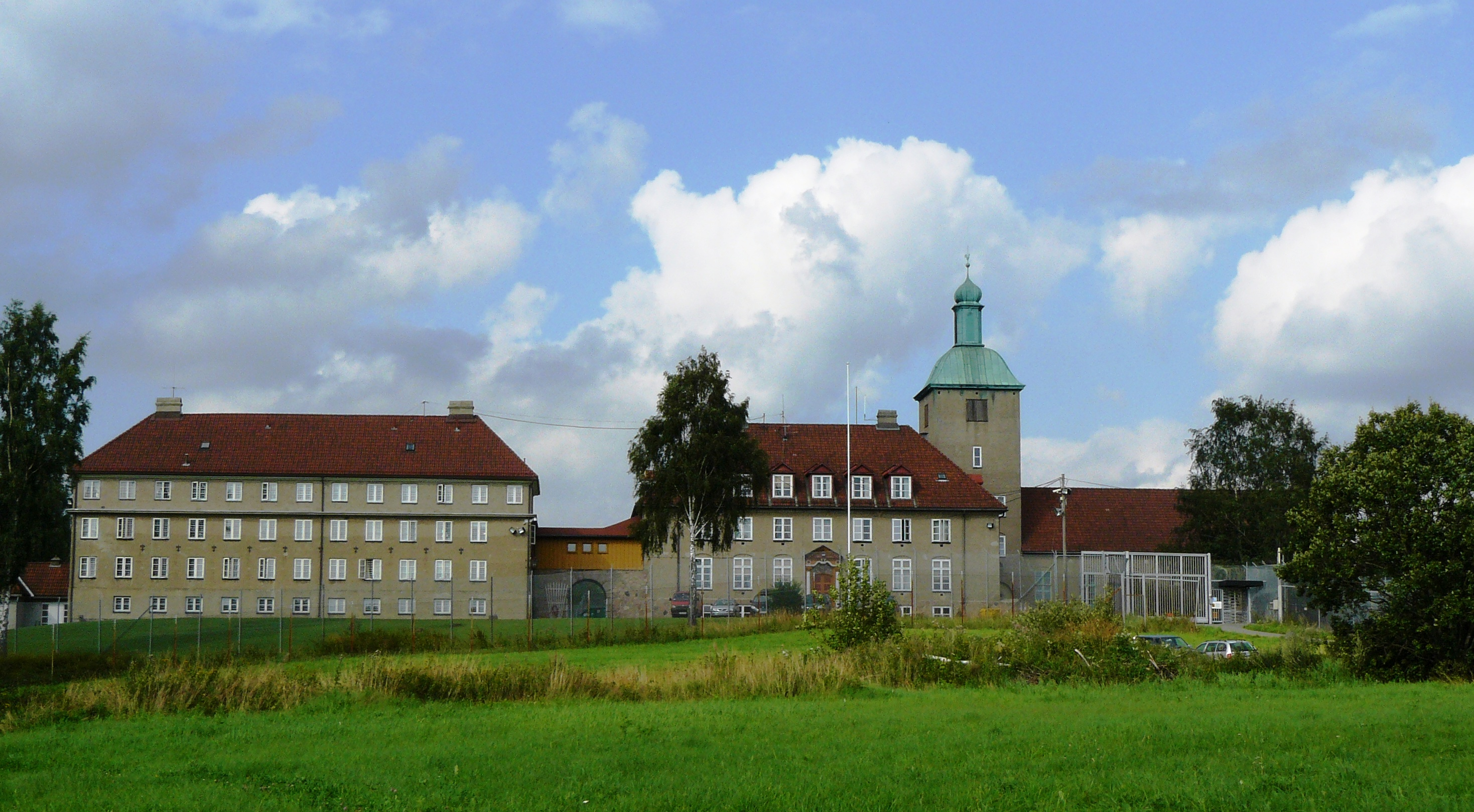

Avant la guerre, la prison était un centre de détention pour adolescents délinquants.
En 1940, la Norvège est envahie et occupée par l'Allemagne nazie. Dès 1941, le parti nazi collaborationniste Nasjonal Samling utilise la prison de Bredtveit comme une prison politique.
De nombreux détenus incarcérées étaient les professeurs arrêtés lors de la répression à l'université d'Oslo en octobre 1943.
Dans le cadre de la Shoah en Norvège, un groupe de prisonniers juifs est également incarcéré dans ce camp de concentration. Ils sont arrivés à Oslo après le départ du SS Donau, navire transportant 540 Juifs norvégiens vers Auschwitz. Ils ont quitté la prison le 24 février 1943 et ont été déportés vers le camp d'extermination d'Auschwitz le jour suivant.
Après la Seconde Guerre mondiale, l'établissement est utilisé en tant que prison pour les femmes qui attendent leur procès pour collaboration puis restera une prison pour femmes au cours des années qui suivent. En 1945, Aaslaug Aasland en est brièvement la directrice.
Parmi les personnes incarcérées, on compte Robert Riefling, Eivind Berggrav, Victor Goldschmidt, Ragnar Frisch et Odd Hassel.